# Bougainvillia aberrans
Bougainvillia aberrans är en nässeldjursart som beskrevs av Calder 1993. Bougainvillia aberrans ingår i släktet Bougainvillia och familjen Bougainvilliidae. Inga underarter finns listade i Catalogue of Life.